# 瓦爾赫倫島戰役
瓦爾赫倫島戰役是1809年第五次反法同盟戰爭期間，英國對荷蘭的一次失敗遠征，其目的是為了另開戰線，以幫助正與法國纏鬥的奧地利帝國。遠征軍的指揮官第二代查塔姆伯爵約翰·皮特，他的任務是率軍攻佔夫利辛亨及安特衛普，以確保能在斯海爾德河上航行。7月30日，約40,000名士兵、15,000匹馬連同野戰砲兵以及兩個攻城砲兵連橫渡北海，並在瓦爾赫倫島登陸。這英軍當年最大的一隻遠征軍，遠比任何一支在葡萄牙半島戰爭中作戰的英軍都來的大。然而，這場遠征卻未能實現其任何目標。瓦爾赫倫島戰役在軍事衝突上的規模不大，但卻因瘟疫「瓦爾赫倫熱」的蔓延而造成嚴重的減員。雖然英軍遠征過程折損了超過4,000人，其中卻只有106人是戰死；12月9日，倖存的英軍撤離該島。

### 註腳
1. ↑  Antony Brett-James, "The Walcheren Failure." History Today (Dec 1963) 13#12 pp 811-820.

### 來源
- Antony Brett-James, "The Walcheren Failure." History Today (Dec 1963) 13#12 pp 811-820 and (Jan 1964) 14#12 pp 60-68.
- Burnham, Bob; McGuigan, Ron. . Frontline Books. 2010  [2021-05-04]. ISBN 978-1-84832-562-3. （原始内容存档于2021-05-10）.
- Howard, Martin R. . Pen & Sword. 2012  [2021-05-04]. ISBN 978-1-84884-468-1. （原始内容存档于2021-05-08）.

## 外部連結
- The British Expeditionary Force to Walcheren: 1809 （页面存档备份，存于）（英文）